# North Kilvington
North Kilvington – osada w Anglii, w hrabstwie North Yorkshire, w dystrykcie (unitary authority) North Yorkshire. Leży 39 km na północny zachód od miasta York i 317 km na północ od Londynu. Miejscowość liczy 23 mieszkańców.